# Eptatretus stoutii
El mixino morado  o Mixines morado (Eptatretus stoutii) a veces mal nombrado "anguila de limo" es una especie de pez agnato de la familia Myxinidae. Vive a profundidades abisales del Océano Pacífico aunque se han encontrado ejemplares en el Parque nacional Morrocoy en Venezuela. Se trata de un fósil viviente, contemplarlo supone un retroceso a la era Paleozoica, cuando los peces agnatos eran los únicos vertebrados existentes. Cuando un equipo de buceo baja para contemplar las llanuras abisales, en repetidas ocasiones han visto obstruidos sus conductos de respiración por el lodo o mucosidad que utilizan estos animales para huir cuando están asustados.

## Anatomía y comportamiento
Los mixinos son peces en forma de anguila o serpiente; que carecen de mandíbula y huesos, poseen 12 pares de dientes en la boca y una lengua dentada, sus ojos no están tan desarrollados para darle buena visión, siendo sus únicos sensores 4 tentáculos que se ubican en su cabeza, dos al frente y dos a los extremos de la boca.
Poseen glándulas mucosas a lo largo de su cuerpo, boca y cola, las cuales producen una mucosidad pegajosa y olorosa que aleja a sus depredadores.
La boca está adaptada para pegarse y tragar, sin embargo el mixino morado se alimenta de cadáveres de peces, a diferencia de los petromizóntidos (lampreas) que se alimentan de peces vivos.

### Aparato cardiovascular y estructura del corazón
El aparato cardiovascular del mixino morado, al igual que otros mixinos, consta de un corazón situado en la región anterior del tronco, que está formado por un músculo cardíaco que bombea la sangre. El corazón está constituido por tres cámaras situadas en serie: seno venoso, aurícula y ventrículo. El retorno de la sangre se produce a través de dos venas cardinales que a través del hígado, luego la sangre pasa a la aurícula y al ventrículo para ser bombeada a la aorta.

### Aparato digestivo
La boca del mixino está adaptada para adherirse y succionar carroña, la deglución es muy sencilla puesto que el mixino ensaliva la carne con su lodo o mucosidad, después el hígado secreta bilis que junto a la baba y los ácidos estomacales hacen posible su digestión.

### Gónadas
Las gónadas son esponjosas, lo que ha llevado a pensar que quizás los mixinos morados sean hermafroditas. Sin embargo algunas gónadas se asemejan más a los ovarios y presentan folículos en muy pocos sectores.

### Ojos y fisiología de la visión
Los ojos del Eptatretus stoutii son muy primitivos, y no poseen ni córnea y ni pupila desarrolladas; además carecen de músculos extraoculares y de los nervios craneales de la visión: III (motor ocular común), IV (traclear) y el VI (motor ocular externo).

### Sistema nervioso central
El encéfalo del Eptatretus stoutii comprende un cerebro dividido en dos y a una médula espinal aplanada en los adultos. Un hemisferio del cerebro contiene los bulbos olfatorios y el diencéfalo; El otro hemisferio telencefálico es un sistema caudal que además posee un mesencéfalo en forma de cuña.
Ambos hemisferios hacen del cerebro un tejido ventricular fibroso. La médula espinal es gruesa y laminosa en ella están presentes los núcleos motores.

### Fisiología de la audición, estructura del oído
El oído de este pez no está adaptado para percibir sonidos de forma sencilla siendo únicamente su función percibir algunas ondas; este oído es un oído interno y su falta de desarrollo solo le permite al mixino morado sentir los sonares y ondas de ecolocalización a través de la perilinfa.

## Mucosidad

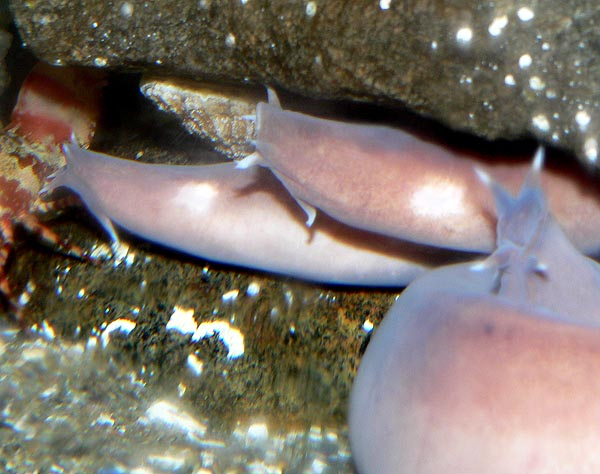
Cabezas de mixinos.

Es muy característica la extrema viscosidad de la piel de esta especie. La función de esta piel, cubierta por una gran masa de lodo, es secretar mediante glándulas parecidas a las sudoríparas un tipo de proteínas y enzimas, parecidas al limo, muy desagradables para los depredadores. Estas glándulas son activadas por el contacto con el agua, y esto solo ocurre cuando un depredador o buceador inconsciente toca al animal, ya que si no ocurre esto, Eptatretus stoutii tiene la piel cubierta de lodo y el agua no llega a las glándulas secretoras de estas proteínas. Investigaciones sobre este animal han llevado a conclusiones increíbles, como a la que se llegó en la Revista Muse de que un solo ejemplar podría llenar de lodo secretado un barril en menos de 100 minutos[cita requerida]

## Alimentación
Eptatretus stoutii es una especie oportunista que se alimenta sin ningún problema de animales muertos y podridos que flotan por debajo de las zonas pelágicas del océano. Cuando un cadáver, por ejemplo de ballena, llega a estas profundidades, enjambres de estos animales penetran por alguna cavidad en el cuerpo muerto y empiezan a devorarlo de dentro a fuera. Este modo eficaz de eliminación de desechos marinos ayuda a mantener limpio el fondo del océano de los cadáveres de animales, lo que ayuda a regular los ciclos de fósforo, carbono y nitrógeno.

## Utilización
En muchas partes del mundo, incluidos los Estados Unidos, se venden prendas de vestir, como cinturones u otros accesorios hechos con la piel de Eptatretus stoutii, anunciándolos como si fueran hechos con piel de anguila (que no son agnatos, sino peces óseos con mandíbulas).
Esta especie se come en Corea y otros países asiáticos, junto con sus huevos y secreciones. La sección de la industria pesquera dedicada a la pesca de este animal ha crecido en los últimos años, ya que la gente empieza a descubrir sus ventajas económicas y beneficios para la salud.